# Scolytus multistriatus multistriatus
Scolytus multistriatus multistriatus é uma subespécie de insetos coleópteros polífagos pertencente à família Curculionidae.
A autoridade científica da subespécie é Marsham, tendo sido descrita no ano de 1802.
Trata-se de uma subespécie presente no território português.